# مجزرة زاكلوباتشا
وقعت «مجزرة زاكلوباتشا» قبل ثلاث سنوات من مذبحة سريبرينيتسا، وذلك عندما شنت القوات الصربية حملة تطهير عرقي للمدنيين البوسنيين في منطقة سريبرينيتسا. ووفقًا لمنظمة هلسنكي ووتش، قُتل 83 شخصًا على الأقل من البوسنيين بينهم 11 طفلاً و16 من كبار السن. ووفقًا لمعهد أبحاث الإبادات الجماعية، في كندا:
«في يوم 16 مايو عام 1992، اقتربت القوات الصربية من القرية وطالبت السكان البوسنيين بتسليم أسلحتهم. وباستثناء عدد قليل من بنادق الصيد، لم يكن لدى السكان البوسنيين أي أسلحة قتالية للدفاع عن أنفسهم. وعندما علم الصرب بأن السكان البوسنيين كانوا غير مسلحين بشكل فعال، سدوا كل مخارج القرية وقتلوا 63 على الأقل من الرجال والنساء والأطفال البوسنيين.»

## إجراءات المحكمة
وفقًا لمحاكمة مومتشيلو كرايشنيك:
«في 16 مايو عام 1992، قتلت القوات الصربية نحو 80 شخصًا في قرية زاكلوباتشا. وتم نقل واحتجاز عدد كبير من المسلمين في معسكر سوشيتسا، حيث قضى حوالي 2000 إلى 2500 من المسلمين من كلا الجنسين وجميع الأعمار الفترة من يونيو حتى سبتمبر 1992. وأدى المعتقلون في سوسيتشا أعمال السخرة، وأحيانًا في الخطوط الأمامية. وقُتل بعض المعتقلين من قبل حراس المعسكر أو ماتوا من سوء المعاملة. وقد ارتكبت مجزرة في ليلة 30 سبتمبر 1992، عندما تم إخراج ما تبقى من المعتقلين الذين يتراوح عددهم من 140 إلى 150 في معسكر سوشيتسا من المعسكر في حافلات وتم إعدامهم.»
وتُعد مجزرة زاكلوباتشا أيضًا أحد الأحداث التي تمت مناقشتها في التهم الموجهة ضد رادوفان كاراديتش:
«اقتنعت الدائرة أيضًا أن الأدلة المقترحة من ميرسودينا صايم-هودزيتش ذات صلة بتهمة الإبادة الجماعية (عدد 1) وأعمال الاضطهاد (عدد 3) والإبادة (عدد 4) والقتل (التهم 5 و6) والإبعاد (عدد 7) والأفعال اللاإنسانية (الترحيل القسري) (عدد 8)، حيث إنها ترتبط بشكل محدد بالهجوم على قرية زاكلوباتشا وفرض وإبقاء التدابير التقييدية والتمييزية ضد السكان المسلمين البوسنيين في بلدية فلاسينيتسا وطرد المسلمين البوسنيين من بلدية فلاسينيتسا وقتل المسلمين البوسنيين في زاكلزباتشا.»

وتمت مناقشة مذبحة المدنيين البوسنيين في قرية زاكلوباتشا في قضية ناصر أوريتش.